# Ясногорський (Новосергієвський район)
Ясного́рський (рос. Ясногорский) — селище у складі Новосергієвського району Оренбурзької області, Росія.

## Населення
Населення — 1147 осіб (2010; 1250 у 2002).
Національний склад (станом на 2002 рік):
- росіяни — 69 %